# Diana di Cordona
Diana di Cordona (ur. 1499, zm. po 1550) – włoska dwórka królowej Bony, od 1537 kochanka Zygmunta II Augusta. 

## Życiorys
Miała dostać dom w Krakowie przy ulicy Floriańskiej, gdzie dochodziło do schadzek z dużo młodszym od niej Zygmuntem Augustem rzekomo za zgodą królowej Bony. Prawdopodobnie Diana zaraziła królewicza syfilisem, co spowodowało jego niepłodność. Po ślubie króla z Elżbietą Habsburżanką di Cordona wyjechała z Polski.
Następnie miała romans z Cezarem Gonzagą, księciem Amalfi i hrabią Guastalla. Romans zakończył się w 1550, kiedy wyjechała na Sycylię. Jej dalsze losy są nieznane.

## W popkulturze
Postać w serialu Królowa Bona zagrała Zofia Saretok.